# Nachal Cvi
Nachal Cvi (hebrejsky: נחל צבי) je vádí v severním Izraeli.
Začíná na severním okraji města Migdal ha-Emek v nadmořské výšce necelých 150 metrů v Dolní Galileji, na jihozápadním okraji pohoří Harej Nacrat (Nazaretské hory). Vádí směřuje k jihozápadu a vstupuje do rovinaté krajiny zemědělsky využívaného Jizre'elského údolí, přičemž ze severu míjí vesnici Jif'at. Pak prochází mezi vesnicemi Ramat David a Gvat. Za nimi se stáčí k jihu a vede podél východního okraje areálu letecké základny Ramat David. U vesnice Kfar Baruch tok uhýbá k jihozápadu a poblíž pahorku Tel Šor ústí zprava do řeky Kišon.